# Adhesión de Albania a la Unión Europea
Albania fue el primero de los países candidatos potenciales oficialmente reconocidos para comenzar las negociaciones del Acuerdo de Estabilización y Asociación en 2003. Esto fue acordado satisfactoriamente y firmado el 12 de junio de 2006, completando el primer paso principal hacia la completa afiliación de Albania a la UE. El 5 de diciembre de 2008, sólo Grecia ha ratificado este acuerdo hasta ahora.
La admisión de Albania en la Unión Europea depende principalmente de la economía del país y la estabilidad política. Siguiendo los pasos de los admitidos países del Este de Europa, Albania ha incrementado e intensificado sus relaciones con instituciones de la UE y la OTAN, y ha mantenido su posición como factor de estabilidad y un aliado de los Estados Unidos y Europa Occidental en la conflictiva región de los Balcanes. Debido a sus esfuerzos, Albania fue invitada a unirse a la OTAN el 3 de abril de 2008. 
La Estrategia para los Balcanes Occidentales ha establecido el ingreso de Albania y el resto de los países de dicha región en la Unión Europea como prioridad por los directivos de la ampliación de la Unión, quienes han reafirmado que «el futuro de los Balcanes occidentales recae dentro de la Unión Europea».

## Cronología de las relaciones con la Unión Europea
- 1992: Acuerdo de Comercio y Cooperación entre la UE y Albania. Albania pasa a ser elegible para fondos bajo el Programa Phare de la UE.
- 1997: Aproximación Regional. El Consejo de la Unión Europea establece y precisa la condicionalidad política y económica para el desarrollo de relaciones bilaterales.
- 1999: La UE propone el nuevo Proceso de Estabilización y Asociación (PEA) para cinco países del sureste de Europa, incluyendo a Albania.
- 1999: Albania se beneficia de las Preferencias de Comercio Autónomo con la UE.
- 2000: Extensión del acceso libre al mercado de la UE de productos de Albania.
- 2000: El Consejo Europeo de Feira European (junio de 2000) establece que todos los países del PEA son "candidatos potenciales" para el ingreso en la UE.
- 2000: En la Cumbre de Zagreb (noviembre), el PEA es oficialmente promovido por la UE y los países de los Balcanes occidentales (incluida Albania).
- 2001: Primer año del nuevo programa ACRDE (Asistencia Comunitaria para la Reconstrucción, el Desarrollo y la Estabilización) específicamente diseñado para los países PEA.
- 2001: La Comisión Europea recomienda el establecimiento de negociaciones sobre un Acuerdo de estabilización y asociación (AEA) con Albania. El Consejo Europeo de Gotemburgo (junio de 2001) solicita a la Comisión presentar un borrador de las directivas de negociación para la negociación del AEA.
- 2002: Se adoptan Directivas de Negociación por la negociación de un AEA con Albania en octubre.
- 2003: El 31 de enero, el presidente de la Comisión Prodi inicia oficialmente las negociaciones para un AEA entre la UE y Albania.
- 2003: En la Cumbre de Tesalónica (junio), él se confirma el AEA como plan de acción de la UE para los Balcanes occidentales. La perspectiva de la UE de estos países es confirmada (países que participan en el PEA son elegibles para el acceso a la UE y posible ingreso una vez que estén preparados).
- 2005: En diciembre la Decisión del Consejo sobre los principios de una Afiliación Europea revisada para Albania.
- 2006: El 12 de junio, el AEA fue firmado en el Consejo de Asuntos Generales y Relaciones Exteriores en Luxemburgo.
- 2006: El 9 de noviembre, la Comisión Europea decide empezar negociaciones de facilitación de visado con Albania.
- 2007: El 13 de abril, el acuerdo de facilitaciones de visado se firma en Zagreb. La firma del comisario de la UE Franco Frattini dice que este es el primer paso hacia una completa eliminación de los requerimientos de visado y el libre movimiento de los ciudadanos albanos en la UE.
- 2008: El 1 de enero, el acuerdo de facilitaciones de visado entra en vigor.
- 2008: El 7 de marzo, Frattini inicia en Tirana el diálogo hacia la liberación del régimen de visado entre Albania y la UE.
- 2009: El 28 de abril, Albania solicita su adhesión a la UE.
- 2014: El 4 de junio, la Comisión Europea recomendó la concesión a Albania del estatus de país candidato a la adhesión a la Unión Europea. El 24 del mismo mes, Los Veintiocho acordaron por unanimidad otorgar a Albania el estatus de país candidato a la adhesión a la Unión Europea.

## Estrategia para los Balcanes Occidentales
La Estrategia para los Balcanes Occidentales (también conocida como "Una perspectiva de ampliación creíble y un mayor compromiso de la Unión Europea con los Balcanes Occidentales") es una política seguida por la Unión Europea con sus socios y candidatos a la adhesión en la región occidental de la Península Balcánica. Anunciada por el presidente de la Comisión Europea, Jean-Claude Juncker, en su discurso sobre el estado de la Unión de 2017, esta política reúne los objetivos de la estrategia global para la Política Común de Seguridad y Defensa de la Unión Europea (PCSD) y la política de ampliación específica para los Estados de esta región.
El subgrupo regional de los Balcanes Occidentales está compuesto por cinco de los nueve estados candidatos (Albania, Bosnia y Herzegovina, Macedonia del Norte, Montenegro y Serbia) y Kosovo, que solo tiene el estatus de candidato potencial. Cada uno de estos estados ha firmado un Acuerdo de estabilización y asociación con la UE para facilitar su aproximación a las normas de la UE (criterios de Copenhague y eventual acervo comunitario).
Por los efectos derivados de la guerra ruso-ucraniana, los Balcanes Occidentales han adquirido mayor importancia geopolítica. Así, desde 2022 ha habido un replanteamiento de la relación bilateral y las instituciones europeas ha manifestado un interés por estabilizar la región y evitar conflictos que obliguen a desviar el foco de su respuesta a la invasión rusa de Ucrania. En consecuencia, la percepción de Rusia como un agresor ha ejercido de catalizador para reestructurar la política de ampliación de la UE. Este impulso ha implicado un cambio de paradigma respecto al rumbo tomado en 2014 cuando la Comisión Europea oficializó la parálisis de los procesos de adhesión en un momento de creciente contestación del relato europeo que fue conocido como la «fatiga europea». No obstante, la asertividad de la Comisión ha cambiado desde el final del mandato de Juncker y, sobre todo, a partir del mandato de Ursula von der Leyen.
Sin embargo, varios gobiernos de la UE —incluyendo el Eje Alemania-Francia— han considerado que la entrada de nuevos socios hace necesaria una reforma de la UE, y han expresado su preocupación, no solo sobre cómo proceder para garantizar la adhesión de nuevos Estados miembros sin que las instituciones pierdan eficacia, sino también por los insuficientes avances en las reformas de los candidatos. Y es que durante una década estas candidaturas —en diferentes fases de proceso— estuvieron marcadas por el inmovilismo y los vetos de los gobiernos de los Estados miembros, lo que incrementó el escepticismo en torno a una ampliación hacia la región.
Antes de finalizar el proceso de ampliación existen aspectos decisivos que tratar como la repartición del poder político derivado del aumento demográfico de la UE, cómo redistribuir los fondos de cohesión o cómo lograr consensos y unidad de acción cuando los Estados miembros superen la treintena, habida cuenta de los problemas existentes para alcanzar la unanimidad, sobre todo en materias como la fiscalidad o la PCSD. El sistema de mayoría cualificada en la Unión Europea que rige las votaciones en el Consejo de ministros requiere los votos del 55 % de los Estados miembros que representen a una mayoría del 65 % de la población de la Unión.

### Acuerdo de estabilización y asociación
Los acuerdos de estabilización y asociación forman parte del Proceso de Estabilización y Asociación de la UE (PEA) y de la Política Europea de Vecindad (PEV). En la actualidad, los países y territorios de los Balcanes Occidentales son el foco del PEA. Se han implementado en específico Acuerdos de Estabilización y Asociación (AEA) con varios países y territorios balcánicos que incluyen explícitamente disposiciones para la futura adhesión a la UE del país involucrado. Los AEA son similares en principio a los Acuerdos Europeos firmados con los países de Europa Central y Oriental en la década de 1990 y al Acuerdo de Asociación con Turquía.
Los Acuerdos de Estabilización y Asociación se basan principalmente en el acervo comunitario de la UE y se basan en su promulgación en la legislación de los estados y territorios cooperantes. La profundidad de la armonización de políticas que esperan los Acuerdos de Estabilización y Asociación es menor que para los Estados miembros de la UE; algunas áreas de política en el Acervo pueden no estar cubiertas por un Acuerdos de Estabilización y Asociación determinado.
Las relaciones de la UE con los estados y territorios de los Balcanes Occidentales pasaron de las "Relaciones Externas" al segmento de políticas de "Ampliación" en 2005. Desde 2015, Albania, Macedonia del Norte, Montenegro y Serbia son reconocidos oficialmente como candidatos para la membresía. Bosnia y Herzegovina y Kosovo no son reconocidos como países candidatos, sino como posibles candidatos.
A partir de abril de 2016, Albania, Bosnia y Herzegovina, Kosovo, Macedonia del Norte, Montenegro y Serbia tienen Acuerdo de Estabilización y Asociación en vigor. Anteriormente, Croacia tenía Acuerdo de Estabilización y Asociación, pero caducaría cuando se adhirieron a la UE en 2013.

## Open Balkan
Las intenciones de Open Balkan son brindar mayores oportunidades de comercio, intercambios de estudiantes y fomentar la integración de la UE en los Estados miembros, entre otras cosas. Los ciudadanos de los Estados miembros solo necesitarán una tarjeta de identificación para visitar otros Estados miembros, lo que ahorrará tiempo en los cruces fronterizos. Esta zona económica prepara a los países para convertirse en miembros de la Unión Europea.
En esta unión, los bienes y capitales entre estos países fluirían más rápido y se ahorrarían más de 30 millones de horas cruzando las fronteras de estos tres países cada año. La estimación de los proyectos del Banco Mundial ahorra US$ 3,2 mil millones, de los cuales, según el presidente Vucic, Serbia ahorraría al menos US$ 1,5 mil millones.